# 久原本家
株式会社久原本家（くばらほんけ）は、福岡県糟屋郡久山町に本社を置く食品メーカーである。

## 概説
明治時代に当時の久原村で“村の醤油屋さん”として創業したのが社名の由来。現在の本社工場は旧山田村にあるが、長年久山町を支えてきた企業であることに変わりはない。
昭和時代までは福岡県内にはよくある中小の醤油・調味料メーカーであったが、平成時代になり、20世紀末の1999年に「やきとり屋さんのキャベツのうまたれ」を発売。その際に、当時吉本興業の地元拠点に所属していた若手タレントを起用した奇抜な広告を打ったことで売上も大幅に伸び、会社としての知名度も北部九州を中心に一気に上昇した。
その後度重なる企業形態・生産体制の見直しを経て、創業120年になったのを機に持株会社制を導入した。また平成期にCIを導入していたが、21世紀に入り主力商品を、祖業の醤油を“かえし”に使いトビウオ（九州名：あご）の出汁を加えた出汁つゆ類にシフトすると“逆CI”を導入し、社紋を商品でも前面に押し出している。

## 沿革
- 1893年7月 - 創業者・河邉東介により醤油醸造業を創業
- 1951年6月 - 久原調味料有限会社として法人化。河邉鐡太郎が社長に就任
- 1958年2月 - 株式会社へ変更
- 1965年8月 - 河邉龍二が社長に就任
- 1990年2月 - 株式会社椒房庵を設立
- 1994年4月 - 久原調味料株式会社を株式会社くばらコーポレーションへ商号変更
- 1999年 - 「やきとり屋さんのキャベツのうまたれ」発売。奇抜な広告で会社の知名度向上にも貢献[1]
- 1996年10月 - 河邉哲司が社長に就任
- 2004年7月 - 株式会社くばらコーポレーションを株式会社久原本家へ商号変更。営業部門を分社化し新たに株式会社くばらコーポレーションを設立。農業生産法人美田を設立
- 2005年9月 - レストラン茅乃舎を開業
- 2012年3月 - 本社工場を創業の地である旧久原村から旧山田村へ移転（現行自治体では町内でお引越し）
- 2013年3月 - 株式会社久原本家を株式会社久原本家食品へ商号変更。株式会社椒房庵を株式会社久原本家へ商号変更
- 2013年7月 - 株式会社くばらコーポレーションを株式会社久原醤油へ商号変更。新たに株式会社久原本家グループ本社を設立
- 2018年2月 - 北海道進出の足掛かりとして札幌市にオフィス開設
- 2019年8月 - 株式会社北海道アイ設立
- 2023年3月 - 株式会社北海道アイを株式会社久原本家 北海道へ商号変更

## グループ会社
かなり複雑な変化を辿っている。
- 株式会社久原本家グループ本社（新設持株会社）
- 株式会社久原本家食品（製造会社）←株式会社久原本家（初代）←株式会社くばらコーポレーション（初代）←久原調味料株式会社←久原調味料有限会社
- 【椒房庵（しょぼうあん）】【茅乃舎（かやのや）】株式会社久原本家（2代目）←株式会社椒房庵
- 【くばら】株式会社久原醤油←株式会社くばらコーポレーション（2代目）
- 農業生産法人有限会社美田（びでん）
- 【北海道アイ】株式会社久原本家 北海道←株式会社北海道アイ
- 株式会社久原本家USA

## 商品

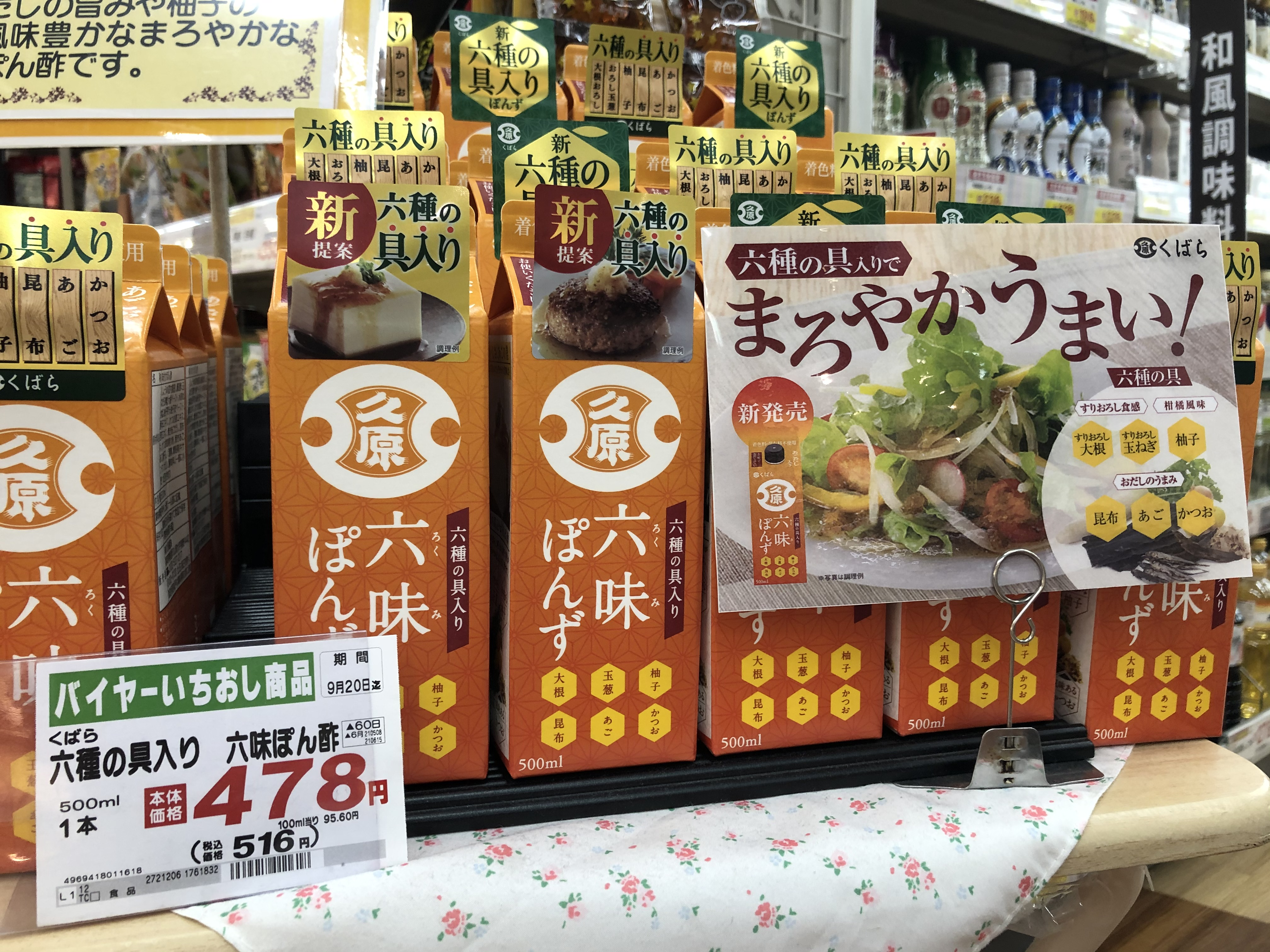
「六種の具入り 六味ぽんず」

★は販売終息

### 博多椒房庵
- あごだしめんたいこ
- めんたいマヨネーズタイプ
- あごだしめんたいこ（うまくち）チューブタイプ
- あごだしめんたいふりかけ うまくち
- あごだしめんたいふりかけ からくち
- めんたい煎餅
- 博多とんこつラーメン
- 博多あごだし醤油ラーメン
- 博多あごだし柚子塩ラーメン
- もつ鍋
- めんたい御飯
- かしわ飯
- 高菜じゃこ飯
- めんたい高菜
- 玉子焼きの素
- いかしゅうまい
- めんたいしゅうまい
- 鯛茶漬け
- 鰯めんたい
- 本格麦焼酎「久波良」
- 純米大吟醸「久波良」
- 本格芋焼酎「久波良」
- 日本酒仕込み・福岡県産梅使用 梅さけ 久波良
- 鮭めんたい
- あごだしめんたいこ松前漬
- イカうに
- イカゆず麹漬
- 数の子あごだしめんたいこ
- イカ昆布あごだしめんたいこ
- こばこ あごだしめんたいこ（うまくち）
- こばこ あごだしめんたいこ（からくち）
- こばこ あごだしめんたいこ（ゆずめんたいこ）
- こばこ あごだしめんたいこ（昆布漬めんたいこ）
- こばこ あごだしめんたいこ（七味めんたいこ）
- こばこ あごだしめんたいこ（イカ昆布めんたいこ）
- こばこ あごだしめんたいこ（イカめんたいこ）
- こばこ あごだしめんたいこ（数の子めんたいこ）

### 茅乃舎
- 茅乃舎だし
- 野菜だし
- 煮干しだし
- 昆布だし
- 椎茸だし
- 鶏だし
- 極みだし

### くばら

#### 醤油（祖業商品）・だし
- 浜のうまだし
- 久原醤油 けやき
- 久原醤油 えびね
- 久原醤油 ほたる
- 久原醤油 うすくち
- 煮炊きじょうず
- そばつゆ
- 久原醤油 さしみ醤油

#### あごだし調味料
- あごだしつゆ
- あごだし仕立て てりがでる和食のあまいたれ
- あごだしつゆ九州うまくち
- 六種の具入り 六味ぽんず
- あごだし入り白だし
- あごだし浅漬けの素
- あごだし浅漬けの素　ゆず
- あごだし醤油
- あごだしごま醤油
- あごだし入りうどんスープ＜粉末＞

#### うまたれシリーズ
- キャベツのうまたれ
- トマトのうまたれ
- きゅうりのうまたれ

#### サラダキットシリーズ
- ゆず果汁と甘麹たれ トマトサラダキット
- 豆乳シーザー風 レタスサラダキット
- 風味豊かな黒胡麻山椒 もやしサラダキット
- その他季節限定アイテム

#### 九州発調味料シリーズ
- めんたい大根サラダキット
- 博多発 和風だし香る山芋鉄板キット
- 博多発 めんたいポテトサラダキット
- その他

#### うま鍋シリーズ
- もやしのうま鍋
- 【寒候期限定】はくさいのうま鍋
- 【寒候期限定】キャベツのうま鍋
- 【寒候期限定】きのこのうま鍋
- 【寒候期限定】レモンのうま鍋

#### 素材がおいしい調味料・鍋つゆシリーズ
- 大根がおいしいあごだしおでんつゆ
- あごだし海鮮鍋つゆ 醤油
- あごだし海鮮鍋つゆ 味噌
- あごだし海鮮鍋つゆ 塩
- たたきのたれ
- からし酢みそ
- まぐろ丼のたれ（あごだし醤油味）
- あまくち醤油仕立て 豚しゃぶ鍋つゆ
- あごだし仕立て 豚しゃぶ鍋つゆ
- 博多名物 炊き餃子鍋つゆ
- 麹とだしでつくる から揚げの素
- 麹とだし醤油でつくる生姜焼きのたれ

#### あごだし鍋シリーズ
- あごだしもつ鍋つゆ 醤油
- あごだしもつ鍋つゆ 味噌
- あごだし鍋【寄せ鍋】
- あごだし鍋【博多とんこつ】
- あごだし鍋【豆乳鍋】
- あごだし鍋【旨辛鍋】
- あごだし鍋【博多水炊き】
- 〆で味変 旨辛鍋
- 〆で味変 レモン鍋
- 〆で味変 とんこつ鍋にんにく
- 〆で味変 とんこつ鍋辛味噌

#### 作右衛門シリーズ
- 作右衛門 舞茸と鶏のだし炊き釜飯
- 作右衛門 香り豊かな生姜ご飯
- 作右衛門 だししゃぶ鍋
- 作右衛門 柚子塩麹鍋
- 作右衛門 胡麻味噌鍋

#### 冷やし麺つゆ
- 鶏の旨みとかつおの風味 香るレモンの素麺つゆ
- 香味野菜とかつおの風味 濃厚トマトの素麺つゆ
- あごだしぶっかけつゆ

### 北海道アイ
- 北海道豚丼のたれ
- 北海道じゃがバター豆乳鍋
- 北海道牡丹海老だし味噌鍋
- 北海道帆立干し貝柱だし塩鍋
- 北海道花咲がにだし寄せ鍋
- 北海道石狩鍋
- 北海道かにだし
- 北海道ちゃんちゃん焼きの素